# Kona (Sénégal)
Pour les articles homonymes, voir Kona.
Kona est un village du Sénégal situé en Basse-Casamance, à proximité de la frontière avec la Gambie. Il fait partie de la communauté rurale de Djibidione, dans l'arrondissement de Sindian, le département de Bignona et la région de Ziguinchor.
Lors du dernier recensement (2002), le village comptait 127 habitants et 18 ménages.